# Arnold Juklerød
Arnold Juklerød, född 8 januari 1925 i Drangedal, död 25 januari 1996, var en norsk byggarbetare som blev känd efter att ha blivit tvångsinlagd och tvångsmedicinerad och föremål för det så kallade Juklerød-fallet. Juklerød protesterade mot behandlingen fram till sin död.

## Föräldrakampanjen och tvångsinläggningen
År 1968 valdes Juklerød att leda föräldrakampanjen mot nedläggningen av Holtane skola i Kragerø, där hans yngsta dotter skulle börja. Han hävdade att nedläggningen var i strid med lagen, skaffade en skrivmaskin och skickade många brev till tidningarna. Tre år efter föräldraaktionen ledde en tvist med hans fru till att han blev tvångsinlagd den 22 november 1971. Han diagnosticerades med "Paranoia" och tvångsmedicinerades med läkemedlen Trilafon, Akineton och Peragit. Den 11 augusti 1995 fick Arnold Juklerød ett ovillkorligt erkännande från Utbildnings- och forskningsdepartementet gällande att hans "vanföreställningar" i fallet Holtane hade varit korrekta.
Juklerød fick också betydande medieuppmärksamhet, och det påstås att hans engagemang har lett till reformer inom psykiatrin (i Norge).
När Arnold Juklerød skrevs ut 1985 vägrade han lämna sjukhusområdet, eftersom hans diagnos "obotlig och svårt psykiskt sjuk" inte ogiltigförklarades. Ända fram till sin död stannade han i sjukhusområdet i en tält och baracker som en protest mot norsk psykiatri.

## Efterspelet

### Sinnessjukdom utan symptom(1988)
Det hävdas att Arnold Juklerød var frisk innan hans tvångsinläggning. En kommission som tillsattes 1988 påstod att han i värsta fall led av en "vanföreställning utan symptom".
Beteendeterapeuten Arild Karlsen kommenterade diagnosen på följande sätt: "Den 20.06.88 dök det upp en rättspsykiatrisk handing i Oslo Forhørsrett (dåtida tingsrätt). Den var underskriven av psykiatriker och polisläkare Karl-Ewert Hornemann samt psykiatriker och överläkare Njål Madland. Den tredje psykiatern som fick betalt för att delta i den rättsliga observationen, överläkare Harald Ø. Reppesgaard, fick aldrig handlingen för underskrift."

### Krav om ny granskningskommitté (1996)
Den 7 september 1995 skrev advokat Knut Rognlien i en pressmeddelande:
| ” | I ett brev från den 11 augusti 1995 från Kyrko- och Utbildnings- och Forskningsdepartementet (KUF) till Arnold Juklerød, medges det att skolmyndigheterna agerade i strid med folkskolelagen när Holtane skolkrets i Kragerø beslutades att läggas ner år 1962/68. ... I egenskap av ordförande i Aktionskommittén mot nedläggningen av Holtane Skola påpekade Arnold Juklerød dessa förhållanden redan 1968. ... Just dessa påståenden användes som bevis för att han led av "okorrigerbara paranoida vanföreställningar" när han tvångsintogs. ... Personen som protesterade och höll sig till lagen togs inte på allvar utan definierades som psykiatriskt fall. Detta stärker misstankarna om att psykiatrin även i Norge har använts av politiska skäl gentemot oppositionella och annorlunda tänkande. Departementets nya genomgång av ärendet gör det nödvändigt att kräva en offentlig granskning ... Ärendet visar också att det är nödvändigt att rikta ljuset mot hur offentliga tjänstemän bemöter vanliga människor som protesterar mot övergrepp. | „ |
| – Knut Rognlien, Knut Rognlien: KUF gir Juklerød medhold: Stortinget ble ført bak lyset, Samfunnsliv, Sosialpsykologisk avis, 60:e årgången., nr. 14, 20. september 1995 | |   |

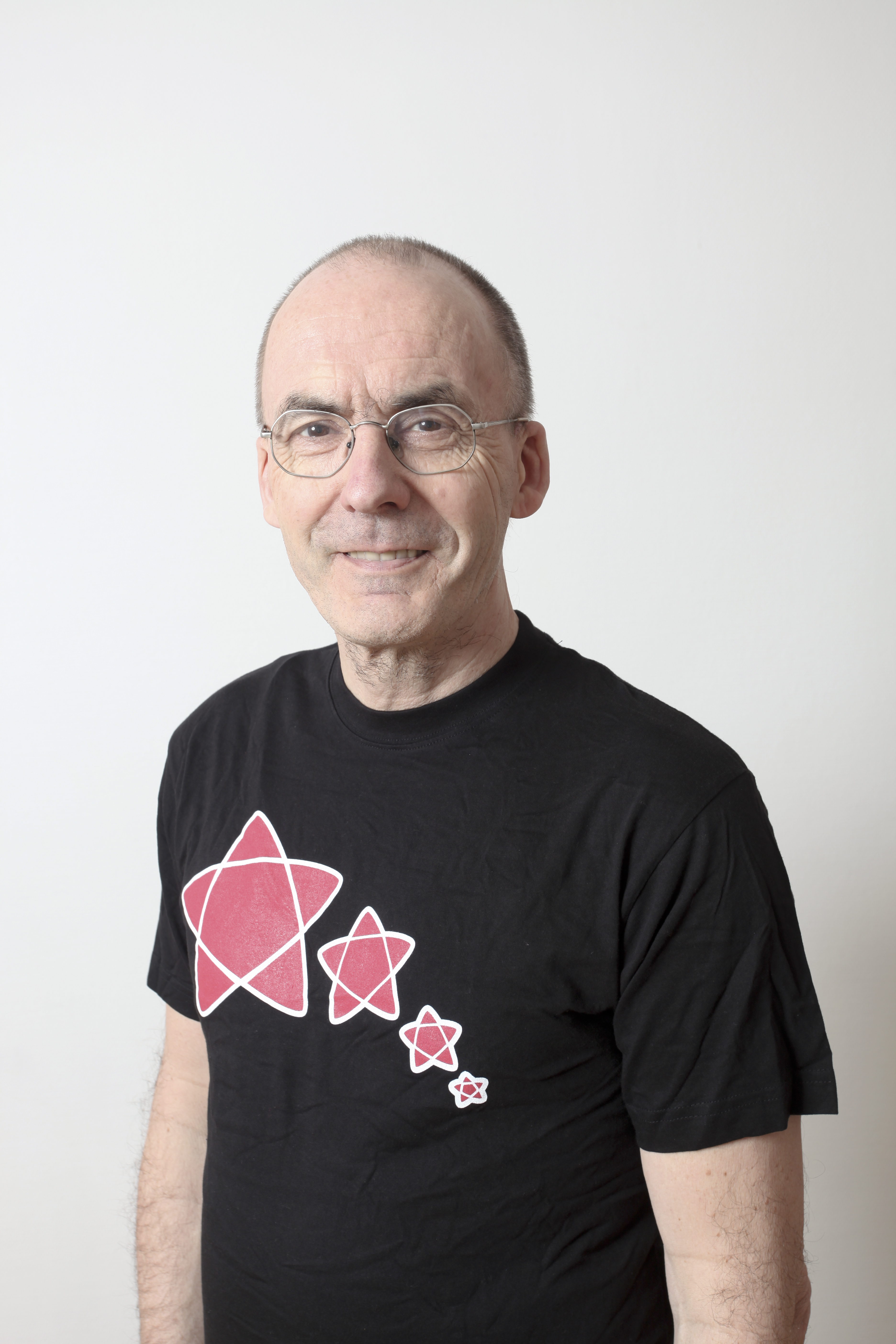
Erling Folkvord föreslog 1996 inrättandet av en granskningskommitté för Juklerød-fallet.

Den 14 mars 1996 lämnade Erling Folkvord från Rød Valgallianse in ett dokument-8-förslag till Stortinget om att tillsätta en ny granskningskommitté för Juklerød-ärendet. I betänkandet från Stortingets justitiekomité den 9 maj 1996, Innst.S. 186 (1995–96), står det i ingressen:
| ” | Stortinget ber regeringen att tillsätta en granskningskommitté som ska genomgå alla aspekter av Juklerød-ärendet och detta ärendes utgångspunkt i Holtane-ärendet. Det är nödvändigt att kommittén har en så bred sammansättning som möjligt för att belysa både de juridiska, de mänskliga rättigheterna och de psykiatriska förhållandena. | „ |

2 av Stortingets 165 representanter röstade för förslaget den 31 maj 1996. Förslaget röstades ner med 86 mot 6 röster.
De som röstade för en granskning, förutom Erling Folkvord, var Børre Rønningen, Ola D. Gløtvold (Sp), John Dale, Kjell Engebretsen och Trond Mathisen.
Motionäreren var Jan Simonsen från Fremskrittspartiet. Majoritetens motivering för att rösta ner förslaget var, enligt Simonsen, att det år 1995 kom in 725 ansökningar om skälig ersättning från personer som "känner sig orättvist behandlade av det offentliga", och att de inte kunde "plocka ut en enskild sak om en enskild individ".

### Juklerøds journal offentliggörs (2002)
Den 28 februari 2002 blev en kritiker av norsk psykiatri polisanmäld, för att ha lagt ut Juklerøds journal på internet enligt den avlidnes önskan. Journalen publicerades den 25 januari 2002, på sexårsdagen av Juklerøds bortgång, vilket ledde till polisrazzia och beslagtagande av datamaterial.
Den 8 november 2005 reste man en byst av Juklerød vid Gaustad sykehus sjukhus.